# Atletismo nos Jogos Pan-Americanos de 2007 - Lançamento de disco feminino
O lançamento de disco feminino foi um dos eventos do atletismo nos Jogos Pan-Americanos de 2007, no Rio de Janeiro. A prova foi disputada no Estádio Olímpico João Havelange no dia 23 de julho com 14 atletas de 8 países.

## Medalhistas
| Ouro   | CUB Yarelis Barrios    |
| Prata  | CUB Yania Ferrales     |
| Bronze | BRA Elisângela Adriano |

## Recordes
Recordes mundiais e pan-Americanos antes da disputa dos Jogos Pan-Americanos de 2007.
| Tipo                             | Atleta           | Distância | Local          | Data                 |
| -------------------------------- | ---------------- | --------- | -------------- | -------------------- |
|                                  | Gabriele Reinsch | 76,80 m   | Neubrandenburg | 9 de julho de 1988   |
| Recorde dos Jogos Pan-Americanos | Maritza Marten   | 65,58 m   | Indianápolis   | 10 de agosto de 1987 |

## Resultados

### Final
A final do lançamento de disco feminino foi disputada em 23 de julho as 18:37 (UTC-3).
| Pos.              | Atleta              | País                  | 1     | 2     | 3     | 4     | 5     | 6     | Result. |
| ----------------- | ------------------- | --------------------- | ----- | ----- | ----- | ----- | ----- | ----- | ------- |
| Medalha de ouro   | Yarelis Barrios     | CUB Cuba              | X     | 61.50 | X     | 61.72 | X     | 60.33 | 61.72 m |
| Medalha de prata  | Yania Ferrales      | CUB Cuba              | X     | 57.33 | 58.18 | 61.71 | 58.80 | 57.41 | 61.71 m |
| Medalha de bronze | Elisângela Adriano  | BRA Brasil            | 56.73 | 58.55 | 59.07 | 59.08 | 60.27 | X     | 60.27 m |
| 4                 | Suzanne Powell-Roos | USA Estados Unidos    | 51.81 | 58.73 | X     | 57.53 | 59.08 | 58.81 | 59.08 m |
| 5                 | Summer Pierson      | USA Estados Unidos    | 53.16 | X     | X     | 54.29 | 56.03 | 55.90 | 56.03 m |
| 6                 | Dayana Octavien     | HAI Haiti             | X     | 53.66 | X     | X     | X     | X     | 53.66 m |
| 7                 | Annie Alexander     | TRI Trinidad e Tobago | 51.52 | 48.10 | 47.57 | X     | 43.75 | 48.42 | 51.52 m |
| 8                 | Renata Figueiredo   | BRA Brasil            | 50.23 | 49.32 | 47.91 | 49.15 | X     | 48.31 | 50.23 m |
| 9                 | Rocio Comba         | ARG Argentina         | 48.78 | X     | 47.35 |       |       |       | 48.78 m |
| 10                | Keisha Walkes       | BAR Barbados          | 48.51 | X     | 48.41 |       |       |       | 48.51 m |
| 11                | Shernelle Nicholls  | BAR Barbados          | 43.89 | 45.38 | 46.28 |       |       |       | 46.28 m |
| 12                | Karen Gallardo      | CHI Chile             | 43.34 | 42.19 | 46.11 |       |       |       | 46.11 m |
| 13                | Ximena Araneda      | CHI Chile             | 41.11 | 45.64 | X     |       |       |       | 45.64 m |
| —                 | Joeane Jadotte      | HAI Haiti             | X     | X     | X     |       |       |       | —       |